# Uptime en downtime

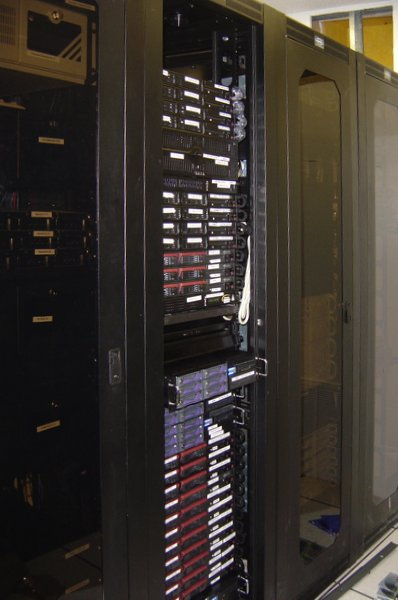
De servers van WikiMedia.

Uptime en downtime zijn begrippen uit de webhostingwereld.
Uptime is een periode waarin het systeem (de server) waar een website op wordt gehost naar behoren functioneert, en de website dus bezocht kan worden. De server is dan "up".
Downtime is een periode waarin het systeem niet naar behoren functioneert, en de website dus onbereikbaar is voor bezoekers. De server is dan "down". Voor een bedrijf met veel klanten kan dit laatste rampzalig zijn. Daarom is het ook belangrijk voor bedrijven en instellingen om betrouwbare webhosting te gebruiken.

## Garanties
Vaak worden er op websites van webhostingbedrijven en in advertenties beloften gedaan, zoals een "99% uptime-garantie". 
Bij dit voorbeeld betekent het dat ze garanderen dat de servers van het bedrijf, en daarbij ook de hosting, in 99% van de gevallen naar behoren zouden werken.